# Hviderussisk republikansk ungdomsforbund
Hviderussisk republikansk ungdomsforbund (hviderussisk: Беларускі рэспубліканскі саюз моладзі (БРСМ), tr. Bielaruski respublikanski sajuz moladzi (BRSM), russisk: Белорусский республиканский союз молодежи (БРСМ), tr. Belorusskij respublikanskij sojuz molodeži (BRSM)) er en politisk ungdomsorganisation i Hviderusland. Dens mål er at fremme patriotisme og moralske værdier hos den hviderussiske ungdom ved hjælp af aktiviteter som camping, sportsbegivenheder og ved at besøge mindesmærker. Organisationen blev stiftet efter en sammenlægning af andre ungdomsforbund i 2002 og er efterfølgeren til Sovjetunionens kommunistiske partis ungdomsorganisation, Komsomol, i den daværende Hviderussiske Socialistiske Sovjetrepublik. BRSM er den største ungdomsforbund i Hviderusland og støttes af den hviderussiske regering. Nogle personer har anklaget forbundet for at bruge metoder som tvang og tomme løfter for at rekruttere nye medlemmer og for at blive brugt som propaganda for Aleksandr Lukasjenkos regering.

## Grundlæggelse
BRSM blev grundlagt den 6. september 2002 efter sammenlægningen af to hviderussiske ungdomsorganisationer, Hviderussisk ungdomsforbund og Hviderussisk patriotisk ungdomsforbund. Hviderussisk ungdomsforbund var blevet regnet som den lovmæssige efterfølger til den hviderussiske underafdeling af det kommunistiske partis ungdomsorganisation, Komsomol, og Hviderussisk patriotisk ungdomsforbund var blevet grundlagt af den hviderussiske præsident Aleksandr Lukasjenko i 1997. Lukasjenko udstedte ikke bare et påbud om grundlæggelsen af BRSM, han udstedte også påbud, der gav BRSM regeringsstøtte, især fra uddannelsesministeriet og præsidentens administration. Præsident Lukasjenko udtalte sig i sin tale til nationen i 2003 om nødvendigheden af, at BRSM kom til at spille en nøglerolle i livet i Hviderusland:
| Citat | The youth — our major pillar — is at the heart of our plans and targets. We have hardly used its powerful potential yet. We often "brush aside" youth's initiatives. Many managers avoid direct contact with the youth, they are afraid of acute questions. They are incapable of involving young people into useful public activities. We should work in this direction. It will help avoid a number of negative phenomena in the youth environment. This situation calls for a greater role of the Belarusian Republican Youth Union. It should demonstrate its abilities as an organizer, a leader of the national youth movement. | Citat |
|       | |       |

## Organisation
BRSMs nationale hovedkontor ligger i Minsk, Hvideruslands hovedstad. Alle Hvideruslands voblaster – Minsk, Brest, Vitebsk, Homel, Hrodna og Mahiljow – har sine egne underafdelinger. BRSM har estimeret, at det har 6.803 underafdelinger i Hviderusland.
Det nationale lederskab af BRSM kontrolleres af centralkomitéen, der anføres af førstesekretæren for centralkomitéen. Den nuværende førstesekretær er Andrej Beljakov, der også er medlem af førstekammeret, det såkaldte Republikkens råd, i den hviderussiske nationalforsamling. Under førstesekretæren er centralkomitéens andensekretær, formanden for den centrale undersøgelseskommission og tre sekretærer for centralkomitéen. Tilsammen bliver disse ledere også refereret til som BRSM's sekretariat. Den præcise årlige og totale finansiering af BRSM er ukendt, men størstedelen af midlerne kommer fra den nationale regering.

## Symboler
BRSM har to officielle symboler: et emblem og et flag. Emblemet, der er baseret på Komsomol-emblemet og modelleret efter det hviderussiske flag, har et rødt felt, der indeholder BRSM's initialer (БРСМ) skrevet i guld med kyrilliske bogstaver, over et grønt felt, der indeholder en gylden olivengren. Flaget indeholder de samme elementer som emblemet, men bagsiden bærer organisationens fulde russiske navn (russisk: Белорусский республиканский союз молодежи) skrevet i guld i det røde område, mens det grønne område er tomt.

## Medlemskab
For at blive medlem af BRSM skal ansøgeren være mellem 14 og 31 år gammel og sende et billede af sig selv. Hvis ansøgeren er mellem 14 og 16 år gammel, skal der gives skriftlig tilladelse fra en forælder eller værge. En optælling foretaget af Institute for War and Peace Reporting i 2003 viste, at BRSM havde rundt regnet 120.000 medlemmer.
En person skal også betale en engangsafgift på 1.400 hviderussiske rubler (svarende til ca. 2,5 danske kroner) og en årlig afgift midt i året for at forlænge sit medlemskab af BRSM. Den præcise årlige afgift bliver justeret fra medlem til medlem og afhænger af den pågældende persons arbejdssituation og levestandard, og forældreløse eller handicappede børn får rabat på afgiften.

## Aktiviteter
De fleste af BRSM's aktiviteter minder om dem, der blev arrangeret af det sovjetiske Komsomol. BRSM's hovedaktiviteter indebærer promoveringen af hviderussiske patriotisme. Dette opnås ved at deltage i ceremonier ved forskellige mindesmærker over hele landet og lægge kranse. BRSM-medlemmer deler også blomster ud til krigsveteraner efter den Store Fædrelandskrig (2. verdenskrig) for at ære deres krigstjeneste i løbet af den nationale helligdag Den Pobedy (Sejrsdagen). Både mindesmærkebesøgene og blomsterne til krigsveteranerne skal give BRSM-medlemmer en ide om, hvilke ofre deres forfædre bragte. I løbet af de øvrige nationale helligdage deler BRSM et bånd, der ligner det hviderussiske flag, ud til at blive båret over tøjet. Denne aktivitet, sammen med andre begivenheder, er en del af forbundets "For Hviderusland!"-kampagne (hviderussisk: За Беларусь!).
BRSM deltager i udendørsaktiviteter og sportsgrene, herunder fodbold, løbesport, svømning og hockey. Nogle af de atletiske begivenheder involverer forskellige grupper fra Hviderusland eller nabolande som Rusland, Ukraine eller Letland. BRSM-medlemmer deltager også i konkurrencer mod hinanden eller andre udenlandske grupper, der ligner BRSM.
BRSM arrangerer og afholder også sociale begivenheder som koncerter for den hviderussiske ungdom. Der har dog været nynazister til stede blandt publikum og som optrædende ved nogle af de koncerter, som BRSM har sponsoreret. BRSM er blevet kritiseret for dette af lokale ledere og krigsveteraner. BRSM var en af hovedarrangørerne af "Miss Belarus" i 2004, en skønhedskonkurrence ligesom Miss America og Miss Universe.

## Kritik
I Hviderusland er BRSM blevet anklaget for at tage uetiske metoder i brug for at øge deres medlemstal. Anklagen, som kommer fra lærere og studerende i Hviderusland, lyder, at personer, der er blevet medlem af BRSM enten gjorde det på grund af tvang eller tomme løfter, herunder om rabatter hos lokale forretninger, at kunne bo på gode kollegieværelser og hjælp til at finde et arbejde efter universitetet. I 1999 blev det rapporteret, at hviderussiske aktivister i oppositionen kaldte forgængeren for BRSM, BPSM, for "Lukamol" (hviderussisk: Лукамол). Begrebet er en kombination af ordene Lukasjenko og Komsomol på grund af Lukasjenkos brug af ungdomsorganisationen til at fremme sin politiske base og personkult.
Human Rights Watch (HRW), en gruppe, der overvåger menneskerettighedsovertrædelser i hele verden, har også kritiseret BRSM for at begrænse den akademiske frihed på hviderussiske universiteter. HRW skrev i en rapport fra 1999, at:
| Citat | although [the BPSM are] ostensibly politically neutral, the centralization of appointments of rectors and the increasingly institutionalized position occupied by the BPSM in student life have created a campus environment conducive to propagation of political orthodoxy and the squelching of independent views rather than one conducive to the open-ended inquiry and expression essential to academic excellence. | Citat |
|       | |       |

HRW nævnte i den samme rapport, at medlemmer påvirker optagelseskomitéen til at ekskludere kandidater, der har hviderussisk som deres foretrukne sprog eller har modstridende politiske synspunkter. De Forenede Nationer har udtalt, at Lukasjenkos regering, enten direkte eller indirekte, har oprettet ikke-statslige organisationer (NGO'er), der bruges af regeringen som reklameværktøjer. FN påstår i en rapport udgivet i begyndelsen af 2003, at Lukasjenko hovedsageligt vil bruge BRSM som et redskab til at rekruttere nye embedsfolk til sin regering. Den samme rapport kommenterede også på, hvordan andre ikke-statslige ungdomsorganisationer har problemer med finansiering, og at deres medlemmer står over for udvisning fra deres skoler og derfor kan være nødsaget til at blive medlemmer af BRSM som en sidste udvej.